# جیمی وایتهد
جیمی وایتهد (به انگلیسی: Jimmy Whitehead) بازیکن فوتبال زادهٔ ۱۸۷۰ اهل کشور انگلستان که سابقهٔ بازی در تیم ملی فوتبال انگلستان را در کارنامهٔ خود دارد. وی در تاریخ ۱۳ مارس ۱۸۹۳ نخستین بازی ملی خود را در مقابل تیم ملی فوتبال ولز انجام داد و با حضور در ۲ بازی ملی، در تاریخ ۳ مارس ۱۸۹۴ واپسین بازی ملی‌اش را در برابر تیم ملی فوتبال ایرلند برگزار کرد.